# Theridion femorale
Theridion femorale är en spindelart som beskrevs av Tord Tamerlan Teodor Thorell 1881. Theridion femorale ingår i släktet Theridion och familjen klotspindlar.
Artens utbredningsområde är Queensland. Inga underarter finns listade i Catalogue of Life.